# دون فلورنسا
دون فلورنسا (بالإنجليزية: Don Florence)‏ هو لاعب كرة قاعدة أمريكي، ولد في 16 مارس 1967 في مانشستر في الولايات المتحدة.

## وصلات خارجية
- دون فلورنسا على موقع دوري كرة القاعدة الرئيسي (الإنجليزية)
- دون فلورنسا على موقعبيزبول رفرنس.كوم (الدوري الرئيسي) (الإنجليزية)
- دون فلورنسا على موقعبيزبول رفرنس.كوم (الدوري الثانوي) (الإنجليزية)
- دون فلورنسا على موقع إي إس بي إن.كوم (أم.أل.بي) (الإنجليزية)
- دون فلورنسا على موقع مشجعي الرسوم البيانية (الإنجليزية)